# Mauritiuskirche (Gittelde)

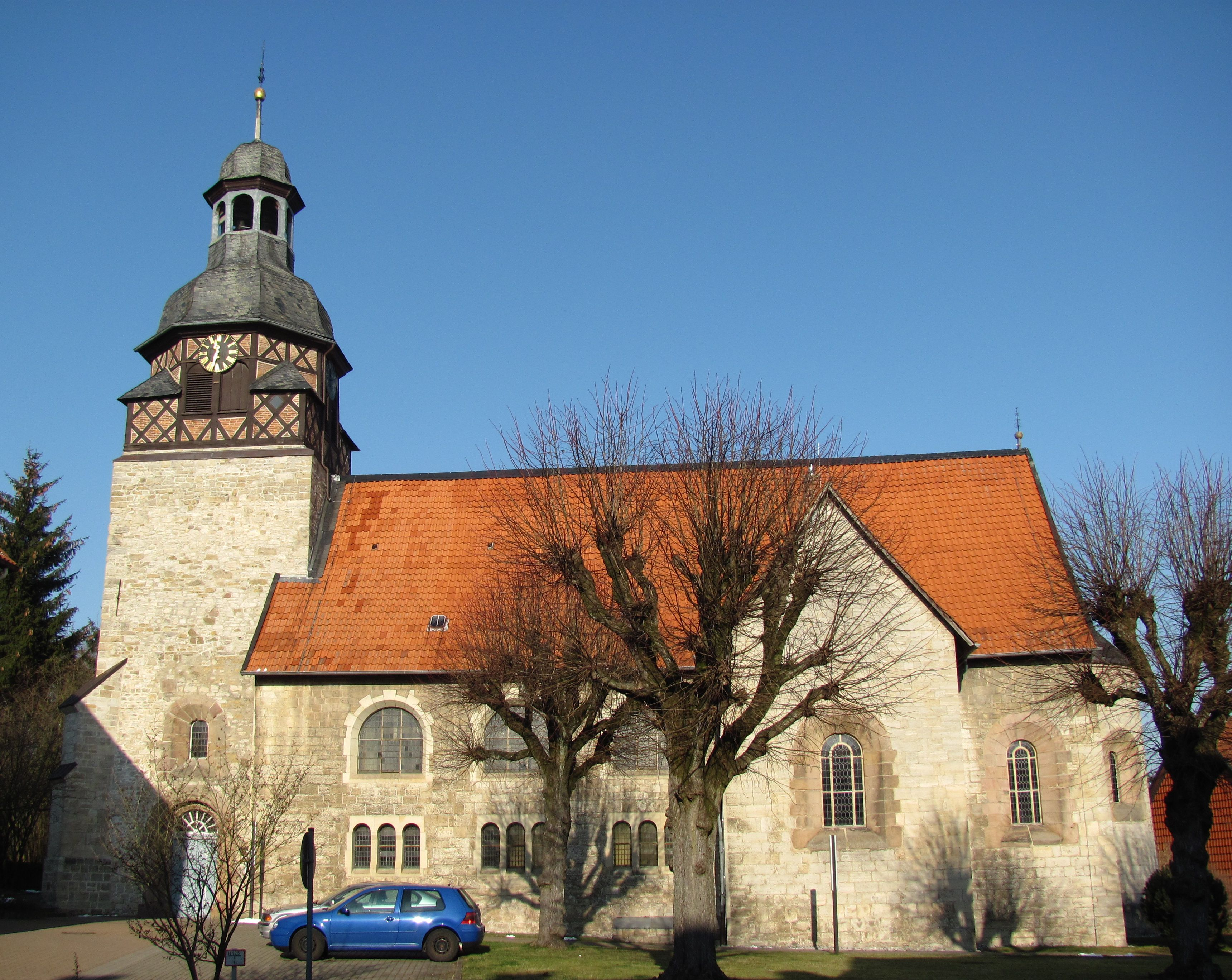
Mauritiuskirche

Die evangelisch-lutherische Mauritiuskirche steht in Gittelde, einem Ortsteil der Gemeinde Bad Grund im Landkreis Göttingen von Niedersachsen. Die Kirchengemeinde St. Johannes und Mauritius gehört zur Propstei Gandersheim-Seesen der Evangelisch-lutherischen Landeskirche in Braunschweig.

## Beschreibung
Der Vorgängerbau wurde 963–970 unter Adalbert von Magdeburg, dem Erzbischof des Erzbistums Magdeburg als Moritzkirche erbaut. Der Kirchturm im Westen wurde Anfang des 13. Jahrhunderts aus Bruchsteinen gebaut. Um 1700 erhielt er einen Aufsatz aus Holzfachwerk nach dem Vorbild der Johanneskirche. Er ist bedeckt mit einer glockenförmigen Haube, auf der eine offene Laterne sitzt. Zwischen dem neuromanischen Langhaus und Chor wurde ein Querschiff eingefügt, am Chor wurde eine halbrunde Apsis angebaut.
Zur Kirchenausstattung gehört ein Flügelaltar, der um 1520/30 gebaut wurde. Im erneuerten Schrein stehen vier Statuen, Johannes der Täufer, Anna selbdritt, Johannes der Evangelist und Maria Magdalena. In den Flügeln sind zweizonig die 12 Apostel dargestellt. Die Rückseiten waren ursprünglich bemalt. Die erste Orgel wurde 1802 von Johann Friedrich Ernst Hüsemann, dem Enkel von Johann Christoph Hüsemann, gebaut. Sie wurde 1867 von den Gebrüdern Euler umgebaut. Die heutige Orgel, die 1964 von Hans-Heinz Blöß gebaut wurde, hat 22 Register, verteilt auf zwei Manuale und ein Pedal.